# حي الشرائع (مكة)
حي الشرائع هو أحد أحياء منطقه مكة المكرمة.

## سبب التسمية
سمي بحي (شرائع المجاهدين) بسبب وجود معسكر جيش الإخوان الذي قدم مع الملك عبد العزيز في هذه المنطقة ولذلك لما اتخذوه من أشرعة تقيهم حر الشمس.

## أقسامه
يعتبر ثلاثة أقسام القسم لأول: حي الخضراء ومخطط رقم 7 ومخطط رقم 3 ومخطط رقم 10 وهي تقع بداخل حدود الحرم والقسم الثاني حي شرائع المجاهدين. والمخططات رقم 2 ومخطط رقم 4 ومخطط رقم 1 ومخطط رقم 9 ومخطط رقم 5 ومخطط 13 وهي خارج حد الحرم والقسم الثالث حي الراشدية واللحيانية وشرائع النخل ويوجد بالمنطقة عدد كبير من الفلل السكنية والكثير من سكان مكة، ويوجد في هذا الحي العديد من الخدمات كالمستوصفات الحكومية والخاصة والصيدليات والمطاعم وبعض الخدمات الأخرى التي يحتاجها السكان كما يوجد به عدد كبير من المدارس الحكومية للبنين والبنات لمختلف المراحل من الروضة إلى التوجيهي، وفيه عدد كبير من الاستراحات وقصور الأفراح، وحي الشرائع أول حي من مكة يقابل القادم من مدينة الطائف من طريق السيل وكذلك القادم من الرياض والشرقية.

## الموقع
من الشرق المغمس، ومن الغرب حي المعيصم، ومن الشمال الجعرانة والمسيلة، ومن الجنوب جبل الطارقي وجزء من المغمس.

## معالم الحي
- حدود الحرم من الجهة الشرقية لمكة المكرمة.
- حجز سيارات الحجاج والمعتمرين.
- مسجد الخلفاء الراشدين ومسجد الأميرة نوف ومسجد السديس ومسجد فقيه ومسجد العساف.
- شارع عمر قاضي (64).
- شارع العسكر.
- شارع الفردوس.
- الفوج الثاني للحرس الوطني.
- الكتيبة الواحدة والستون (61) للحرس الوطني التابعة إلى لواء الملك سعود بجدة.
- مدينة الملك عبد العزيز الرياضية (الإستاد الرياضي).
- إدارة الأدلة الجنائية بمكة المكرمة.
- إدارة مرور شرق مكة.
- مدينة تدريب الأمن العام.
- إدارة مكافحة المخدرات.
- مستوصف الحرس الوطني.
- مقبرة الشرائع.
- مقبرة شهداء الحرم.
- فرع وزارة البيئة والمياه والزراعة